# Klettergarten Baierbrunn

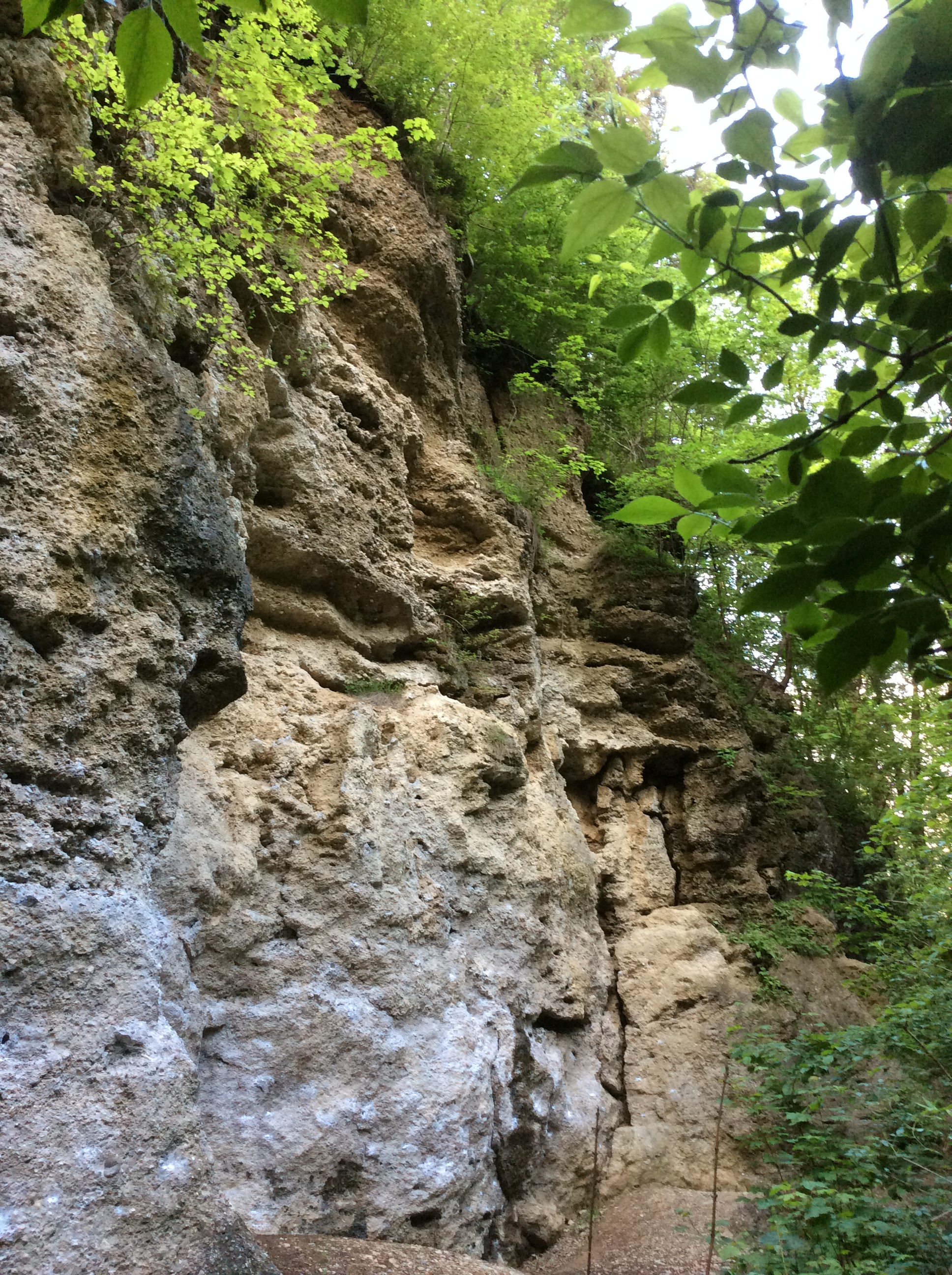
Klettergarten Baierbrunn

Der Klettergarten Baierbrunn ist eine Felswand nahe der Gemeinde Baierbrunn im oberbayerischen Landkreis München in Bayern.

## Lage
Der geologische Aufschluss befindet sich im südlichen Landkreis München etwa 1,3 Kilometer nordöstlich von Baierbrunn. Er ist Bestandteil des Landschaftsschutzgebietes Verordnung des Bezirks Oberbayern über den Schutz von Landschaftsteilen entlang der Isar in den Landkreisen Bad Tölz - Wolfratshausen, München, Freising und Erding als LSG und des Fauna-Flora-Habitat-Gebiets Oberes Isartal.

## Beschreibung
Im Klettergarten sind eiszeitliche Schotter am Rand des Isartales aufgeschlossen. Außer für Kletterer und Naturfreunde hat diese Felswand insbesondere für die Geologie eine große Bedeutung. Sie ist eine wichtige Fundstelle in der Eiszeitenforschung.
Im Bereich des Klettergartens liegen Hochterrassenschotter über verfestigten Schottern (Nagelfluh) der Günz- bis Mindeleiszeit. Niederterrassenschotter stehen knapp westlich davon an. Klar sichtbar sind hier geologische Orgeln und Paläoböden.
Drei Eiszeiten und zwei Warmzeiten haben hier im Klettergarten ihre geologischen Spuren hinterlassen. Der unterste und gut verfestigte Schotter wurde im Jahr 1909 erstmals von Albrecht Penck und Eduard Brückner als „Münchner Deckenschotter“ bezeichnet.
Hier sind mindestens drei übereinanderliegende Schotterkörper im Grad ihrer Verwitterung und Verfestigung zu unterscheiden. Sie werden als Schmelzwasserschotter aus unterschiedlichen Eiszeiten gedeutet.
Während hier zurzeit ein feucht-gemäßigtes Klima vorherrscht, war es noch vor gut 20.000 Jahren im Jahresdurchschnitt über 10 Grad kälter und sehr viel trockener. Das führte zu ganzjährig gefrorenen Böden und enorm vergrößerten Gletschern. In den letzten 2 Millionen Jahren wechselte dieser Kaltzustand mindestens zehnmal mit den gemäßigten Verhältnissen ab.
Die Gletscher der letzten Eiszeit hatten viel Niederschlagswasser in ihrem Eis gebunden, dass der Wasserspiegel in den Weltmeeren um bis zu 130 Meter tiefer lag als der heutige. Aus Tälern der Alpen flossen bis über 1000 Meter mächtige Gletscher ins Alpenvorland hinaus. Sie führten dabei große Geröllmassen mit sich, die vom Untergrund abgehobelt und mitgeschleppt wurden. Die Gletscher dehnten sich dabei zu großen flachen "Eiskuchen" aus und erstreckten sich bis in den Bereich von Baierbrunn. Während der Eiszeiten schmolzen auch Teile der Gletscher im Sommer ab. Dabei entstehende Schmelzwasserfluten transportierten große Geröllmengen in Richtung Donau. Die Felswand im Klettergarten besteht aus der Fracht derartiger Schmelzwasserflüsse.
Unter dem hellen, gleichmäßigen Schotterband im obersten Abschnitt, liegt der mittlere Wandteil. Der obere Abschnitt besteht aus gering verfestigten Schmelzwasserablagerungen, der durch viele kleine Überhänge und horizontale Nischen gekennzeichnet ist. Darunter finden sich vertikale, röhrenartige Hohlräume. Diese sogenannten Geologische Orgeln sind durch Auswitterung von weichem, feinkörnigem Material entstanden.
Nur der untere Wandteil ist so stabil, dass er sich zum Klettern eignet. Die erhöhte Stabilität beruht auf den Kalküberzügen, den sogenannten Sintertapeten, die sich auf den Felsoberflächen befinden. Sie stammen von austretenden und kalkreichen Wässern. Ergänzend ist im untersten Teil der Wand die Verkittung der einzelnen Gerölle insgesamt besser. Durch die höhere Festigkeit eignen sich diese Lagen auch als Baustoff und wurden zeitweise wohl auch für diesen Zweck abgebaut.
Eiszeitforscher nahmen an, dass der Münchner Deckenschotter während der drittletzten Eiszeit (Mindel-Kaltzeit) entstanden ist. Die beiden Schotter oberhalb stammen aus der nächstjüngeren Riß- bzw. jüngsten Würmeiszeit. Später wurde diese Gliederung mehrfach umgedeutet und insgesamt als älter eingestuft. Der untere Schotterkörper wird heute der Günzeiszeit zugeordnet.

## Gefahren
Durch die Verwitterung kann es jederzeit zum Absturz von Steinen oder ganzen Hangpartien kommen. Wie die Felsblöcke am Hangfuß belegen, besteht die Gefahr, dass sich Steinschläge oder sogar Felsstürze ereignen.
Nach einem Felssturz im Mai 2023 hat die zuständige Sicherheitsbehörde, die Gemeinde Baierbrunn, das Betreten des Klettergartens behördlich verboten. Zuwiderhandlungen werden mit Bußgeld bis zu 1.000 € verfolgt.

## Geotop
Die Felswand ist vom Bayerischen Landesamt für Umwelt (LfU) als geowissenschaftlich besonders wertvolles Geotop (Geotop-Nummer: 184A001) ausgewiesen. Sie wurde auch vom LfU mit dem offiziellen Gütesiegel Bayerns schönste Geotope ausgezeichnet.